# 西尔维斯特里·雷维尔塔斯
西尔维斯特里·雷维尔塔斯·桑切斯（西班牙語：Silvestre Revueltas Sánchez，1899年12月31日—1940年10月5日），墨西哥作曲家。早年在墨西哥和美国学习音乐，1929年应查维斯邀请任墨西哥国家交响乐团助理指挥，曾赴西班牙参加内战。1940年因肺炎病逝于墨西哥城。作品受墨西哥民间音乐影响，并采用无调性，音乐生动而色彩丰富。多有表现墨西哥古文明之作。